# Herwig Wolfram

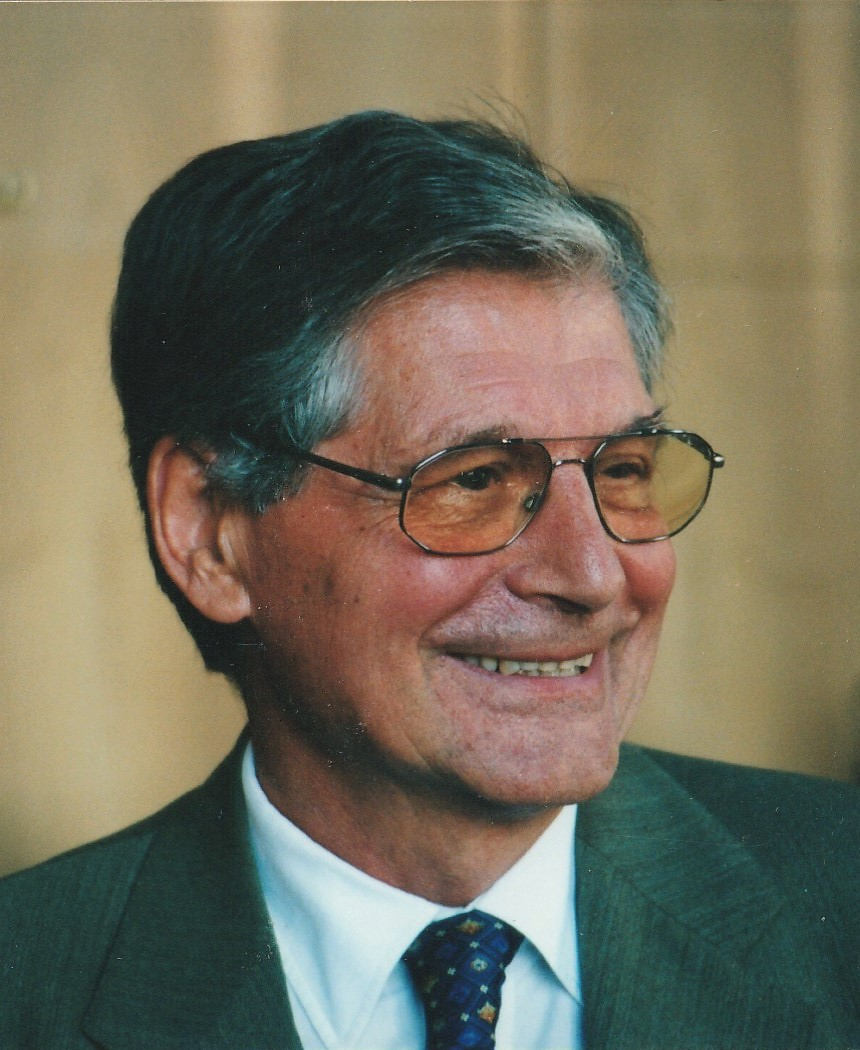
Herwig Wolfram, aufgenommen von Werner Maleczek im Juni 2002.

Herwig Wolfram (* 14. Februar 1934 in Wien) ist ein österreichischer Mediävist. Er wurde vor allem mit seinen Arbeiten zur frühmittelalterlichen Ethnogenese international bekannt.

## Leben und Leistungen
Herwig Wolfram studierte von 1952 bis 1957 an der Universität Wien die Fächer Geschichte und Latein und wurde 1957 promoviert. Von 1959 bis 1961 war Wolfram Universitätsassistent am Historischen Institut der Universität Wien und 1962 bis 1969 am Institut für Österreichische Geschichtsforschung. 1966 erfolgte seine Habilitation an der Philosophischen Fakultät der Universität Wien. Er war im Studienjahr 1968/69 Gastprofessor in University of California, Los Angeles, und kehrte danach viele Male als solcher in die USA zurück. Wolfram lehrte vom Wintersemester 1969/70 bis zu seiner Emeritierung zum 1. Oktober 2002 als ordentlicher Professor Mittelalterliche Geschichte und historische Hilfswissenschaften an der Universität Wien. Von 1983 bis 2002 war er Direktor des Instituts für Österreichische Geschichtsforschung.
Forschungsschwerpunkte Wolframs sind das (Früh- und Hoch-)Mittelalter, die historischen Hilfswissenschaften und die Ethnogenesen. Sein Werk über die Goten, das teilweise den Anregungen von Reinhard Wenskus folgt, ist zu einem Standardwerk geworden, das von 1979 bis 2009 fünf Auflagen und Übersetzungen ins Amerikanische, Italienische, Französische, Polnische und Russische erlebte. Weiterhin beschäftigte er sich mit der Diplomatik, der Frühgeschichte der germanischen Völker, der Umgestaltung der römischen Welt in der Spätantike und der Entstehung der europäischen Völker, der frühmittelalterlichen Geschichte des Ostalpen- und Donauraums und Fragen der antiken Kontinuität. Er veröffentlichte 2024 eine biographische Skizze zu Arnolf von Kärnten, dem letzten Kaiser aus der Dynastie der Karolinger.
Wolfram gab zwischen 1994 und 2006/13 eine 15-bändige Österreichische Geschichte heraus und ist Herausgeber der Buchreihe Frühe Völker im Verlag C. H. Beck. Zu seinen akademischen Schülern zählen Maximilian Diesenberger, Patrick J. Geary, Walter Pohl, Helmut Reimitz, Peter Štih und Roland Steinacher.
Herwig Wolfram ist Mitglied der Österreichischen Akademie der Wissenschaften, korrespondierendes Mitglied (k. M.) der Monumenta Germaniae Historica und war langjährig von der Österreichischen Akademie der Wissenschaften delegiertes Mitglied ihrer Zentraldirektion, k. M. der Medieval Academy of America, der British Academy und der Royal Historical Society sowie Träger des Österreichischen Ehrenzeichens für Wissenschaft und Kunst (2000). 2011 wurde Wolfram mit dem Kardinal-Innitzer-Preis ausgezeichnet.

## Schriften (Auswahl)
- Splendor Imperii. Die Epiphanie von Tugend und Heil in Herrschaft und Reich. Böhlau, Wien 1963.
- Intitulatio. Band 1: Lateinische Königs- und Fürstentitel bis zum Ende des 8. Jahrhunderts. Böhlau, Graz/Wien/Köln 1967, Band 2: Lateinische Herrscher- und Fürstentitel im 9. und 10. Jahrhundert. Böhlau, Graz/Wien/Köln 1972.
- mit Christiane Thomas (Hrsg.): Die Korrespondenz Ferdinands I. mit seinen Geschwistern Karl V. und Maria von Ungarn in den Jahren 1531/32 (= Veröffentlichungen der Kommission für Neuere Geschichte Österreichs. Band 3, Teile 1 bis 3). Böhlau, Wien 1973, 1977, 1984.
- Geschichte der Goten. Entwurf einer historischen Ethnographie. C. H. Beck, München 1979, 2. Auflage 1980, unter dem Titel: Die Goten. Von den Anfängen bis zur Mitte des sechsten Jahrhunderts. 3., 4. und 5. Auflage (1990/2001/2009), Italienische, amerikanische, französische, polnische und russische Übersetzungen. Überarbeitet und gekürzt als Beck’sche Sonderausgabe (München 1983).
- Die Geburt Mitteleuropas. Geschichte Österreichs vor seiner Entstehung 378–907. Siedler, Berlin 1987, ISBN 3-88680-263-9.
- Das Reich und die Germanen. Zwischen Antike und Mittelalter. Siedler, Berlin 1990, 2. Auflage 1992 (= Siedler Deutsche Geschichte). Englische Übersetzung 1997.
- Österreichische Geschichte 378–907. Grenzen und Räume. Geschichte Österreichs vor seiner Entstehung. Ueberreuter, Wien 1995, ISBN 3-8000-3524-3.
- Salzburg, Bayern, Österreich. Die Conversio Bagoariorum et Carantanorum und die Quellen ihrer Zeit. Oldenbourg, Wien 1995.
- Die Germanen (= C. H. Beck Wissen). C. H. Beck, München 1995, 11. überarbeitete Auflage 2021, ISBN 978-3-406-76456-1, polnische (2009) und italienische Übersetzung (2005).
- Konrad II. Kaiser dreier Reiche. C. H. Beck, München 2000. Englische Übersetzung, Penn State Press, 2006.
- Die Goten und ihre Geschichte (= Beck’sche Reihe Wissen). C. H. Beck, München 2001; 3. Auflage 2010. Spanische und bulgarische Übersetzungen.
- Gotische Studien. Volk und Herrschaft im Frühen Mittelalter. C. H. Beck, München 2005.
- Die 101 wichtigsten Fragen. Germanen. C. H. Beck, München 2008.
- Origo. Ricerca dell’origine e dell’identità nell’Alto Medioevo (= Labirinti. Band 112). Trento 2008.
- mit Georg Kugler: 99 Fragen an die Geschichte Österreichs. Ueberreuter, Wien 2009.
- Conversio Bagoariorum et Carantanorum. Das Weißbuch der Salzburger Kirche über die erfolgreiche Mission in Karantanien und Pannonien. Herausgegeben, übersetzt, kommentiert und um die Epistola Theotmari wie um Gesammelte Schriften zum Thema ergänzt. 3. Auflage, Slovenska Akademia Znanosti in Umetnosti, Ljubljana 2013, ISBN 978-3-7086-0793-1.
- Das Römerreich und seine Germanen. Eine Erzählung von Herkunft und Ankunft. Böhlau, Wien/Köln/Weimar 2018, ISBN 978-3-412-50767-1.
- Tassilo III. Höchster Fürst und niedrigster Mönch. Verlag Friedrich Pustet, Regensburg 2016, ISBN 978-3-7917-2792-9.
- Arnulf von Kärnten. Eine biographische Skizze (= Relectio. Band 7). Thorbecke, Ostfildern 2024, ISBN 978-3-7995-2807-8.